# Tsariovo-Záimishche
Tsariovo-Záimische (en ruso: Царёво-Займище, literalmente pradera inundada del zar) es un seló en el raión de Viazma del óblast de Smolensk, en Rusia, situada en el antiguo camino de Smolensk a Moscú, al oeste de Viazma.

## Historia
En el siglo XVII, el pueblo fue un lugar donde los viajeros a Moscú eran examinados por los oficiales aduaneros y la policía moscovita. Un fuerte hecho de madera que existía en el pueblo fue ocupado por las tropas polacas durante el Período Tumultuoso. En 1812 fue el lugar donde el comandante en jefe Mijaíl Kutúzov se unió al ejército ruso que luchaba contra Napoleón.